# El mártir del sacramento
El mártir del sacramento es un auto sacramental de Sor Juana Inés de la Cruz, publicado en el segundo tomo de Inundación castálida (Madrid, 1692).
Aborda el tema del martirio de San Hermenegildo, príncipe visigodo hijo de Leovigildo, muerto por negarse a adorar una hostia  arriana. Podría catalogarse como auto alegórico-historial, como La gran Casa de Austria, de Agustín Moreto, o El santo rey don Fernando, de Calderón de la Barca.

## Análisis
El lenguaje es muy llano y simple, con excepción de algunos tecnicismos de cátedra. Es una obra costumbrista, al estilo de los entremeses del siglo XVI y de algunas obras calderonianas.
Sor Juana trata un tema que es, al mismo tiempo, hagiográfico e histórico. Por un lado, intenta robustecer la figura de San Hermenegildo como modelo de virtudes cristianas; por otro, su fuente es la magna Historia general de España, de Juan de Mariana, la fuente más reputada de aquella época.
La autora juega con «El General», especie de auditorio del Colegio de San Ildefonso, y con la compañía de actores que representarán su auto. La obra empieza al abrirse el primer carro, y existen dos más en el resto de la puesta en escena.
Es habitual considerar que Sor Juana escribió sus autos con la firme convicción, alentada por la condesa de Paredes, de que se representarían en Madrid. Por ello, los temas y el estilo de estas obras fueron dirigidas hacia el público peninsular, aunque no existe constancia escrita de que se hayan montado fuera de Nueva España.